# Elwick Hall
Elwick Hall var en civil parish fram till 1992 då den blev en del av Elwick, i distriktet Hartlepool, i grevskapet Durham, i England. Civil parish var belägen 8 km från Hartlepool och hade 269 invånare år 1971.